# Alphonse Weicker
Alphonse Weicker, né le 14 janvier 1891 à Sandweiler (Luxembourg) et mort le 12 février 1973 dans la même commune, est un banquier et footballeur luxembourgeois.

## Biographie
Alphonse Weicker naît le 14 janvier 1891, il est le fils de l'agronome et homme politique Jean-Baptiste Weicker (lb).
Le 29 octobre 1911, il devient le premier gardien de but de l'équipe du Luxembourg de football (match amical gagné 4-1 par la France), ce sera son seul match international,. Il était membre du Sporting Club Luxembourg.
En 1919 il co-fonde avec Léandre Lacroix la Banque générale du Luxembourg (BGL, actuellement BGL BNP Paribas) dont il sera administrateur délégué jusqu'en 1969 puis administrateur jusqu'en 1971,.
De 1950 à 1958 il préside le Cercle artistique de Luxembourg puis de 1953 à 1966 il préside la Fédération des industriels luxembourgeois (lb).
Il décède le 12 février 1973 à l'âge de 82 ans.

## Hommages
Le 14 octobre 1974, son nom est donné à une rue dans le quartier du Kirchberg. En 2017, la station de tramway voisine porte à son tour son nom. La fondation du groupe BGL BNP Paribas, créée en 1989, porte son nom.

## Décorations
- Commandeur de l'ordre de la Couronne de chêne en 1960[6].